# 콜린 파월
콜린 루서 파월(영어: Colin Luther Powell, 문화어: 콜린 포웰, 1937년 4월 5일~2021년 10월 18일)은 미국의 정치인이자 군인으로 전 미국 육군에서 4성 장군이었다. 그는 조지 W. 부시 대통령 아래 65대 국무장관(2001년~2005년)을 지냈다. 그는 국무장관으로 임명된 최초의 아프리카계 미국인이었다. 자신의 군사 경력 동안 파월은 또한 국가안보보좌관(1987년~1989년), 미국 육군 전력사령부의 총사령관 (1989년)과 합동참모의장(1989년~1993년)을 지내기도 했으며, 걸프 전쟁이 일어난 동안 후자의 직위를 맡았다. 그는 합동참모본부에 복무한 처음이자 유일무이한 아프리카계 미국인이었다.
이라크 침공은 사담 후세인이 대량살상무기를 가진 것 때문에 비롯되었다고 한 자신의 발언에도 불구하고, 그는 이후 대이라크전을 "완전히 잘못"이라고 시인하였다. 군인으로서 그는 전쟁이 항상 최후의 수단이 되어야 하는 것을 아는 편이다. 외교관으로서 그는 국제 위기로 첫 해결로서 드물게 군사 개입을 옹호하여 대신 협상과 봉쇄를 처방하였다. 전부의 지도자들이 자신들이 실수를 한 것을 인정할 수 있는 은혜와 겸손이 있는 것이 아니다. 파월의 개방성과 정직은 공무원들이 자신들의 대중의 신용의 청지기 직분을 위하여 자신들을 책임지는 경력 범주에 그를 놓았다.
공화당 소속인 그는 2008년 미국 대통령 선거에서는 민주당의 버락 오바마 후보 지지를 선언하여 눈길을 끌었다.
혈액암 치료를 받던 중 2021년 10월 18일 코로나19 합병증에 의해 사망하였다.

## 어린 시절
뉴욕 맨해튼의 할렘에서 자메이카 이민자 부모 루서 시오필러스 파월과 모드 애리얼 매코이에게 태어나 사우스 브롱크스에서 자라왔다. 그는 또한 스코틀랜드와 아일랜드 혈통을 가지기도 하였다. 파월은 자신이 1954년에 졸업한 브롱크스에 있는 전 공립 학교인 모리스 고등학교를 다녔다. 학교 시절 동안 그는 지역 상점에서 일하여 가게 주인과 어떤 고객들로부터 이디시어를 배웠다.
그는 뉴욕시립대학교로부터 지질학에서 이학사를 취득하였고, 메리마운트 대학교에서 자신의 2006년 졸업 연설에 의하면 평균 C만 달성했다고 한다. 그는 1971년 베트남에서 2번째 순회 후에 조지 워싱턴 대학교로부터 경영학 석사를 취득하였다.
1962년 그는 현재 아메리카스 프로미스 (America's Promise)의 합동 의장인 앨머 존슨 파월과 결혼하였다. 그는 연방 통신 위원회의 전 의장 마이클 파월의 부친이다.

## 군사 경력
파월은 뉴욕시립대학교에서 학군사관에 가입하였고, 후에 그것을 자신 일생의 가장 행복한 경험들 중의 하나로 묘사하여 자신이 사랑하고 잘 할 수 있던 것을 발견하였고 그는 자신이 "그의 자신을 찾은" 것같이 느꼈다. 사관 생도 파월은 학군사관의 형제적 조직이자 존 퍼싱 장군에 의하여 시작된 엄격한 드릴 팀 퍼싱 소총단에 가입하였다. 자신이 장군이 된 후에 마저 파월은 드릴 팀 경연 대회를 위하여 자신이 받은 펜 세트를 자신의 책상에 간직하였다. 1958년 6월 뉴욕시립대학교를 졸업한 그는 육군 소위로서 위임을 받았다. 그는 35년 동안 전문적인 군인이었고, 다양한 지휘와 참모 직위들을 맡아 장군의 계급으로 올라갔다.
중위로서 서독에 주둔한 제3 기갑 사단에 복무한 동안 그는 그 부대에 복무하고 있던 엘비스 프레슬리를 만났다. 파월은 베트남 전쟁이 일어난 동안 대위였고, 1962년부터 1963년까지 남베트남 군사 고문을 지냈다. 베트콩이 수용한 지역에 순찰 중에 그는 푼지 스테이크를 밟아 상처를 입었다.
그는 1968년 소령으로서 베트남으로 돌아와 제23 보병 사단에 복무하였고, 그러고나서 미국 사단을 위하여 보조 작전 참모를 지냈다. 그는 미라이 학살의 소문이 있는 주장을 뒷받침한 제11 경보병 여단의 군인 톰 글렌에 의한 상세한 편지를 조사하면서 기소되었다. 파월은 "이 묘사에 대한 직접적인 반박은 미군과 베트남 국민들 사이의 관계들이 가장 좋은 사실이다."라고 썼다. 후에 파월의 평가는 학살의 소식을 재판 절차로 해채 복권 시킨 것으로서 묘사되었고, 의문들이 지속적으로 대중에게 공개되지 않고 있다. 2004년 5월 파월은 래리 킹에게 "그러니까 내 말은 내가 미라이 학살을 위하여 책임이 있던 부대에 있었습니다. 학살이 일어난 후에 난 거기에 도착했습니다. 그래서 전쟁에서 이런 끔찍한 일들이 가끔씩 일어나고 있으나 그것들은 여전히 비난 받아야 합니다."라고 말했다. 파월은 1972년부터 1973년까지 리처드 닉슨 대통령 아래 백악관 교제로 매우 선택적이고 권위있는 위치에 지냈다.
그의 자서전 〈나의 미국 여행〉에서 파월은 자신에게 영감을 주고 조언한 아래 자신이 복무한 몇몇의 사관들의 이름을 언급하였다. 주한미군으로 복무한 소령으로서 파월은 헨리 에머슨 장군에게 매우 가까운 사이였다. 파월은 에머슨을 자신이 여태까지 만난 가장 배려적인 사관들 중의 하나로 여겼다고 말했다. 에머슨은 평판이 좋게 별난 성격을 가졌다고 한다. 예를 들어 그는 자신의 군대는 밤에만 훈련하도록 주장하였고, 인종적 조화를 흥행하는 데 텔레비전 영화 〈브라이언의 노래〉를 보는 데 그들을 되풀이적으로 만들었다. 하지만 파월은 항상 에머슨을 차별화시킨 이유는 자신의 군인들에 대한 그의 위대한 사랑과 그들의 복지에 관한 근심이었다고 공언하였다.
1980년대 초반에 파월은 콜로라도주 포트카슨에서 복무하였다. 그 일은 자신의 사령관 존 휴더체크 장군과 그가 충돌이 있었던 것이었다. 휴더체크는 파월이 진급되지 말아야 할 부족한 지도자였다고 효율적 평가에서 말했다. 파월의 상승 군사 경력은 휴더체크의 평가 보고서에 의하여 방해받지 않았다. 포트카슨을 떠난 후, 파월은 그레나다 침공 (1983년)과 리비아 공습 (1986년)이 일어난 동안 자신이 보조한 국방장관 캐스퍼 와인버거에 상급 군사 보좌관이 되었다.
1986년 그는 로버트 루이스 웨츨로부터 서독 프랑크푸르트에서 제5군단의 사령직을 차지하였다. 1989년 합동참모총장으로 임명에 대비로 파월은 조지아주 포트맥퍼슨에 있는 미국 육군 전력사령부 본부에서 총사령관으로 복무하였다.

### 계급의 날짜
- 소위 - 1958년 6월 9일

- 중위 - 1959년 12월 30일

- 대위 - 1962년 6월 2일

- 소령 - 1966년 5월 24일

- 중령 - 1970년 7월 9일

- 대령 - 1976년 2월 1일

- 준장 - 1979년 6월 1일

- 소장 - 1983년 8월 1일

- 중장 - 1986년 3월 26일

- 대장 - 1989년 4월 4일

## 국가안보보좌관

국가안보보좌관 시절 레이건 대통령과 함께 (1988년)

49세의 나이에 파월은 중장으로서 자신의 육군 임무를 유지한 동안 로널드 레이건 대통령의 국가안보보좌관이 되어 1987년부터 1989년까지 지냈다. 미국 국가안전보장회의에서 자신의 재직 후, 파월은 조지 H. W. 부시 대통령 아래 대장으로 진급되었고 잠시 육군 전력사령부의 합동참모총장을 지내면서 미국 대륙, 알래스카, 하와이와 푸에르토리코에서 전체의 육군, 상비군과 주방위군 부대를 감시하였다.

## 합동참모의장

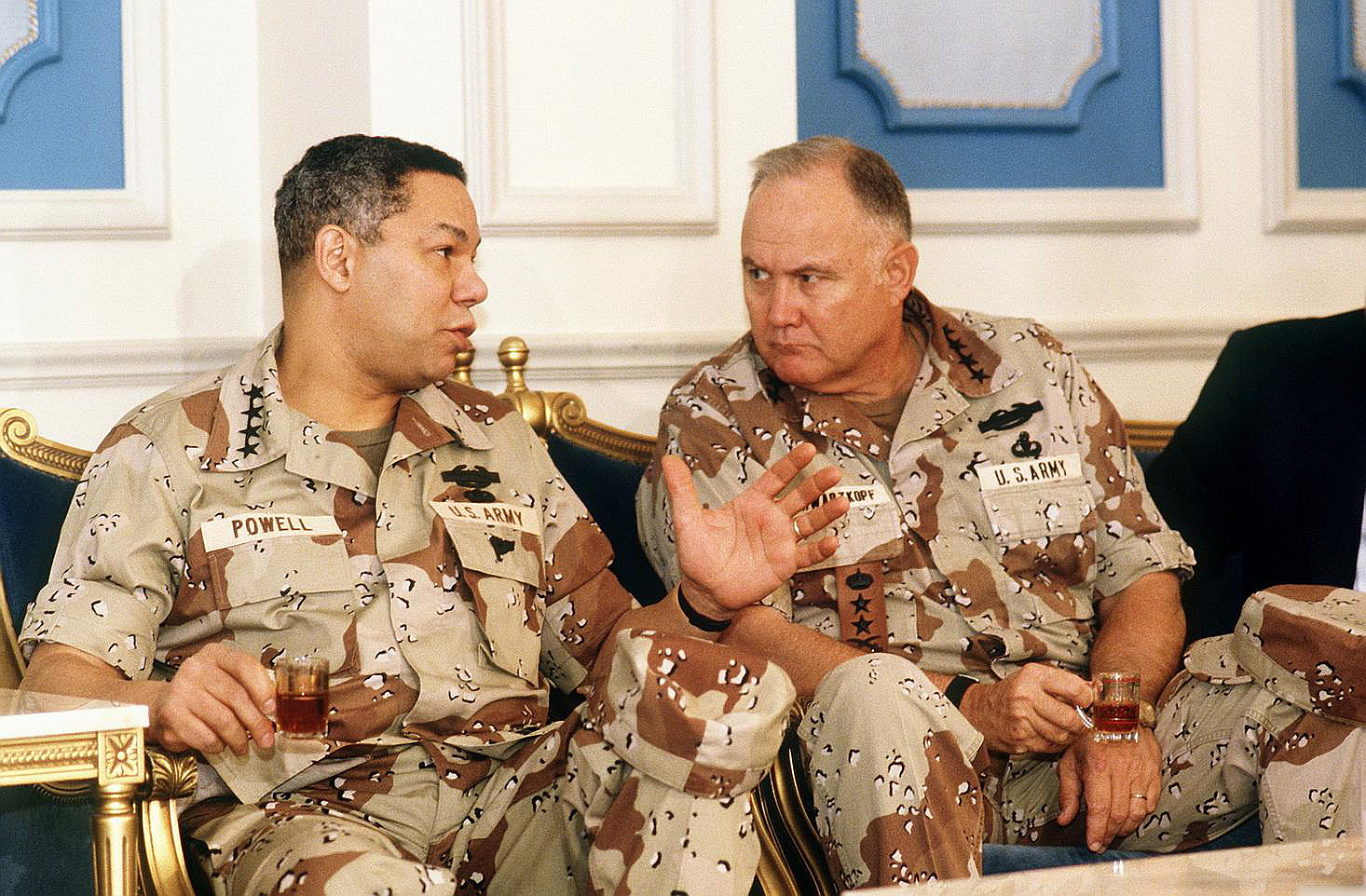
걸프 전쟁 중 노먼 슈워츠코프 장군과 함께 (1990년)

1989년 10월 1일부터 1993년 9월 30일까지 그의 마지막 군사 지위는 미국 국방부에서 최고 군사 직위는 제12대 합동참모총장이었다. 52세의 나이에 그는 이 직위에 지내는 데 최연소 장교이자 첫 아프리카-카리브 계통의 미국인이 되었다. 1989년 그는 사단장을 지내지 않고 4성 장군 계급에 도달하는 데 제2차 세계 대전 이래 3번째 장군으로서 드와이트 D. 아이젠하워와 알렉산더 헤이그에 가입하였다. 파월은 미국 육군사관학교의 졸업생이 아니었던 매우 몇몇의 합동참모총장들 중의 하나였다.
자신의 세월 동안 그는 권력으로부터 마누엘 노리에가 장군을 물러나게 하는 데 1989년 파나마 침공과 1991년 걸프 전쟁에서 사막 폭풍 작전을 포함한 23개의 절규를 감시하였다. 이 사건들이 일어난 동안 파월은 "꺼리는 전사"라는 자신의 별명을 얻었다. 그는 드물게 국제 위기로 첫 해결로서 군사 개입을 옹호하였고, 대신 보통 외교와 봉쇄를 규정하였다
자신의 자서전에서 파월은 자신이 베트남 전쟁의 악몽에 의하여 괴롭혀졌고 리더십이 매우 불효율적이었던 것을 느꼈다고 말했다. 파월은 군사 고문으로서 베트남에서 순회에 복무하였고, 대나무 푼지 스테이크를 밟을 때 부상을 입었다. 큰 감염은 그를 위하여 걷는 데 어렵게 만들어 짧은 시간 동안 발이 부풀어 오르는 원인을 일으켜 그의 첫 순회를 짧게 하였다. 그 일은 또한 파월이 용맹으로 장식된 그의 2번째 순회 베트남 복무 동안 일어났다. 그는 혼자서 불에 타는 헬리콥터로부터 몇몇의 남자들을 구출하였는 데 그들 중 한명은 미국 사단의 사령관 찰스 게티스 소장이었다.
추가적으로 파월은 1973년 칠레 쿠데타를 위한 그 성원 같이 과거에 미국 외교 정책의 다른 사례에 대하여 비판적이었다. 2003년 2개의 따로 인터뷰로부터 파월은 1973년 사건에 관하여 "난 당시 만들어진 활동과 결정들을 정당화 하거나 설명할 수 없다. 그것은 어려운 시간이었다. 세계의 이 부분에서 공산주의에 관한 많은 관심이 있었다. 공산주의는 세계의 이 부분에서 민주주의자들에게 위협이었다. 그것은 미국으로 위협이었다."고 진술하였다. 하지만 또다른 인터뷰에서 그는 또한 단순하게 "1970년대에 칠레와 앨런데 씨와 있었던 일에 관한 당신의 일찍이 의견과 관련하여 그 일은 우리가 자랑스러운 미국 역사의 일부가 아니다."라고 진술하였다.
파월은 이라크의 지도자 사담 후세인을 이웃 쿠웨이트로부터 그의 군대를 철수시키는 강요를 하는 데 중동으로 군사의 배치를 옹호한 조지 H. W. 부시 행정부의 다수를 반대하여 독재자가 쿠웨이트를 둘러싼 제재와 군대의 축적을 통하여 대신 포함될 수 있다고 믿었다.
군사 전략가로서 파월은 성공을 위한 잠재력을 극대화하고 사상자를 최소하하는 군사 분쟁으로 접근을 옹호하였다. 이 접근의 구성 요소는 1991년 사막 폭풍 작전으로 그가 응용한 압도적인 힘이다. 그의 접근은 "파월 독트린"으로 별명이 붙여졌다.
군사 문제에서 파월의 경험은 미국의 양당 (공화당, 민주당)과 함께 매우 인기있는 인물로 만들었다. 많은 공화당원들이 그를 과거 공화당 행정부들의 성공과 관련된 훌륭한 자산으로 본 동안 많은 민주당원들은 군사 문제에 그의 온건적 입장에 감탄하였다. 1992년 미국 대통령 선거에서 잠재적인 민주당 부통령 후조 지명자로서 4위에 놓인 파월은 선거의 날에 수행된 출구 투표에서 투표인들에게 제안된 가상의 대결에서 빌 클린턴을 50 대 38로 꺾었다. 경주에 서지 않았어도 파월은 기입 투표에 뉴햄프셔주 부통령 예비 선거를 이겼다.
1993년 군에서 퇴역한 파월은 1997년 전체의 사회 경제 부문으로부터 어린이들을 돕는 목적과 함께 아메리카스 프로미스를 창립하였다. 파월은 자신의 옷깃에 붉은 수레 핀의 형성에 조직의 로고를 가끔 입었다.
2000년 미국 대통령 선거에서 파월은 존 매케인 상원과 후에 텍사스주지사 조지 W. 부시를 위하여 선거 운동을 벌였고, 후자가 지명을 확보한 후 부시의 선거 운동으로 주요 외교 정책 조언자를 지냈다. 부시는 결국적으로 선거를 이겼고 파월은 국무장관으로 임명되었다.

## 국무장관

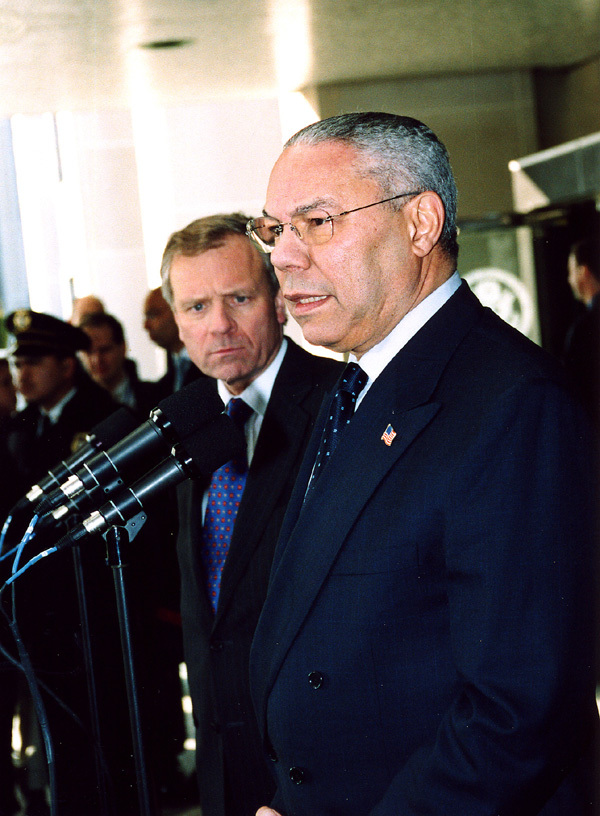
야프 더 호프 스헤퍼르 나토 사무총장과 파월

부시 행정부에서 국무장관으로서 파월은 온건적으로 인식되었다. 파월의 위대한 자산은 미국의 국민들 사이에 그의 거대한 인기였다. 파월은 미국 상원에 의하여 만장일치로 투표되었다. 자신의 재직 임기 동안 그는 30년 만에 아무 다른 미국의 국무장관보다 적게 여행을 다녔다.
2001년 9월 11일 파월은 페루 리마에 있었으며 알레한드로 톨레도 대통령과 미국 대사 존 해밀턴을 만나고, 이어서 미주간 민주주의 헌장을 채택한 미주기구 총회의 특별 회의에 참석하고 있었다.
911 테러 후, 파월의 업무는 테러와의 전쟁에서 안정된 상태를 확보하기 위하여 해외 국가들과 미국의 관계를 관리하는 것에 매우 중요해졌다.
2002년 4월 그는 서안 지구에서 일어난 제닌 학살의 혐의 현장을 방문하여 의회로 증언한 동안 후에 "난 학살이 일어났음을 암시할 증거를 보지 않았다."고 말하였다. 당시 사건들의 세부는 명확하지 않았다. 시몬 페레스는 학살에 관한 하아레츠 담화와 수백명이 죽은 것으로 이스라엘 방위군의 측량에 의하여 인용되었다. 후에 인권 단체들과 유엔에 의한 조사들은 팔레스타인인들중에 52명으로 사상자 수를 놓았다.
파월은 2003년 이라크 침공에 반대하는 사건을 구축하는 자신의 역할에 대하여 비난을 받았다. 2001년 2월 24일 보도 기재에서 그는 이라크에 대한 제재는 사담 후세인에 의한 아무 대량 살상 무기의 개발을 방지했다는 것을 말했다. 페르시아 걸프 전쟁으로 사건이 이어지면서 파월은 결국적으로 후세인을 물러나게 하는 데 부시 행정부의 결심과 더불어 가는 데 동의하였다. 그는 911 테러 공격 전에 마저 이라크 침공을 보고적으로 계획을 세우고 있었던 행정부에서 가끔 다른이들과 충돌하였다. 이라크 전쟁을 위하여 자신의 완전한 지지를 제공하려고 하기 전에 파월이 원했던 주요 양보는 어떤이들이 주창한 일방적 접근에 반대하면서 침공에서 국제 공동체의 연루였다. 그는 또한 유엔으로 이라크의 경우를 가져가는 데 부시를 설득시키고 다른 발의권을 조정하는 데 성공적이었다. 파월은 이 외교 운동의 중심에 놓였다.
파월의 주요 역할은 침공을 시작하는 데 다국적 연합을 위한 국제적 지지를 획득하는 것이었다. 이 말기로 파월은 군사 활동의 호의에 주장하는 데 2003년 2월 5일 유엔 안전보장이사회의 본회의에 연설하였다. 다수의 익명 탈주자들을 인용한 파월은 "사담 후세인이 생물학적 무기들과 빠르게 더욱 더 많이 생산하는 데 능력을 가졌다는 의심의 여지가 없다."고 역설하였다. 파월은 또한 핵무기들을 생산하는 데 사담이 핵심 구성품을 확보하는 데 일하고 있었다는 자신의 마음에 의심의 여지가 없었다고 진술하였다.
대부분의 업저버들은 파월의 연설 능력을 칭찬하였다. 하지만 곧 후에 영국의 채널 4 뉴스는 파월이 "좋은 문서"로 참조한 영국 정보부 서류를 그의 제출 동안 오래된 자료를 바탕이 되었다고 보고하였고 한 미국의 졸업생에 의한 평론을 표절하였다. 이라크 설문 조사 단체에 의한 2004년 보고는 이라크 정부가 대량 살상 무기를 무기를 소유햤던 진술을 지지하는 데 파월이 제공한 증거는 부정확했다는 결론을 내렸다.
보도의 실패에 상원 보고는 후에 파월이 연설에 포함시키는 것에 장면들의 뒤로 간 격렬한 논쟁을 자세히 설명하였다. 미국 국무부의 분석가들은 연설의 초안에 수십 가지 사실적 문제들을 찾아냈다. 어떤 단언들은 제거되었으나 위조에 근거된 주장 같이 다른이들은 남겨졌다. 행정부는 잘못된 정보에 활동한 것으로 비난을 받았다. 보고들은 파월 자신이 그에게 제시된 증거의 회의적인 것을 지적하였다. 파월은 후에 자신이 연설하기 전에 어떻게 딕 체니 부통령이 자신과 농담을 한 것을 상세히 말하여 그에게 "당신은 높은 투표 등급을 가지고 있으며, 몇점을 잃을 여유가 있습니다."고 말하였다.
2005년 9월 파월은 바버라 월터스와 인터뷰가 있던 동안 연설에 관하여 의문되었고 그것이 자신의 기록에 "얼룩"이었다고 응답하였다. 그는 "그것은 항상 나의 기록의 일부가 될 것입니다. 그것은 고통스러웠습니다. 이제 고통스러워요."라고 말하러 갔다.
파월이 행정부에서 대부분의 인물들보다 더욱 온건적으로 보였기 때문에 그는 도널드 럼즈펠드와 폴 월포위츠 같이 침입의 더욱 논쟁적 주창들에 평준화가 된 많은 공격을 피했다. 당시 파월이 이끄는 국무부, 럼즈펠드가 이끄는 국방부와 체니의 부통령 사무실 사이에서 내분은 이란과 조선민주주의인민공화국에 대해 취해야 할 조치 같은 중요한 문제들에 행정부를 양극화 시키는 효과가 있었다.
사담 후세인이 물러난 후, 파월의 새로운 역할은 다시 한번 일하는 국제적 연합을 설립하는 것이었으며 이번에는 전쟁 이후의 이라크의 재건에 원조하는 것이었다. 2004년 9월 13일 파월은 상원 정부 업무 위원회 앞에서 증언하여 자신의 2003년 2월 유엔 연설에서 많은 정보를 마련한 출처들이 잘못되었고, 그것이 대량 살상 무기들의 비축품이 발견될 가능성이 낮았던 것을 인정하였다.
11월 15일 파월은 국무장관으로서 자신의 사임을 공고하였다. 워싱턴 포스트에 의하면 그는 대통령의 수석 보좌관 앤드루 카드에 의하여 사임하는 데 의문되었다고 한다. 파월은 의회에 의하여 자신의 대체의 확증까지 부시의 첫 기간의 말기까지 장관직에 머물 것이라고 공고하였다. 이어진 날 부시 대통령은 파월의 후임자로서 국가안보보좌관 콘돌리자 라이스를 지명하였다. 행정부를 떠나는 파월의 소식은 세계를 주위로 정치인들로부터 혼합 반응을 몰아댔으며 어떤이들은 부시 행정부 안에서 중재 요인으로 보인 정치인의 잃음에 속상했으나 다른이들은 내각 안에서 더 많은 영향력을 행사하여 더욱 신용할 수 있는 협상자가 되는 데 파월의 후임자를 위하여 희망하였다.
11월 중순에 파월은 이란이 핵무기 전달 제도를 위하여 미사일을 개조하고 있었다는 것을 제안한 새로운 증거를 자신이 봤다는 것을 진술하였다. 이란, 국제 원자력 기구와 유럽 연합 사이에 동의 합의로서 동시에 비난이 왔다.

## 이후의 일생

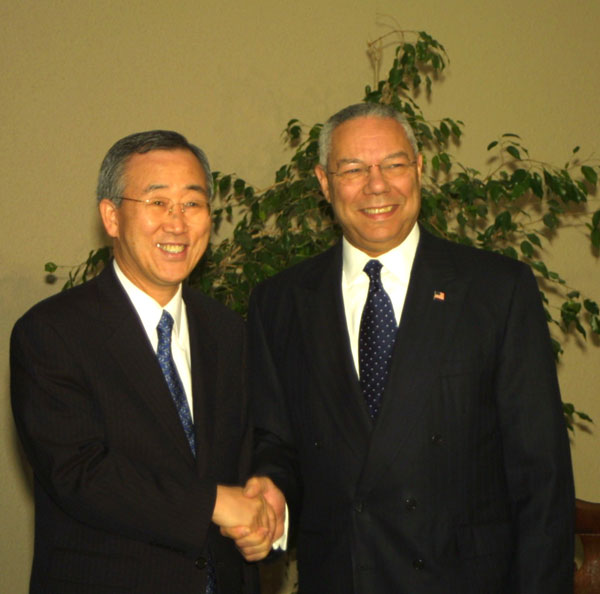
반기문 유엔 사무총장과 함께

국무장관의 역할로부터 퇴직한 후, 파월은 사생활로 돌아갔다. 2005년 4월 그는 유엔 대사로서 존 R. 볼턴의 후보 지명에 관하여 파월이 예약과 혼합 관찰들을 표현했던 당시 은밀히 공화당 상원들 척 헤이글과 링컨 채피에 의하여 전화를 받았으나 볼턴을 반대하는 데 상원들에게 조언을 자제하였다. 결정은 볼턴의 확인의 기회로 잠재적으로 상당한 피해를 입힌 것으로 보였다.
2005년 4월 28일 빌 클린턴 대통령의 전직 최고 보좌관 시드니 블루멘털에 의하여 더 가디언에서 의견 표본은 영국으로부터 볼턴의 연루에 관한 진술들이 있던 후에 파월이 이란과 리비아와 회담에서 볼턴을 잘라낸 것에 결과를 가져온 다른 것들 중에 함께 일했던 동안 그들의 통렬한 싸움 때문에 파월이 볼턴에 대항하는 "운동을 지휘"한 사실에 있었다고 주장하였다. 블루멘털은 "외교 관계 위원회는 볼턴이 높이 특이한 요청을 만들어 미국 국가안보국에 의한 10개의 요격에 접근한 것을 발견하였다. 위원회에 직원들은 볼턴이 아마 파월, 자신의 상급 조언자들과 볼턴이 반대한 외교 발의권들에 그에게 보고한 다른 공무원들을 정탐하고 있었던 것을 믿는다."고 추가하였다.
그해 7월 파월은 "전략적 제한 파트너"의 타이틀과 함께 잘 알려진 실리콘밸리 벤처 캐피탈 회사 "클라이너, 퍼킨스, 코필드 앤드 바이어스"에 가입하였다.
9월에 파월은 허리케인 카트리나에 반응을 비판하였다. 파월은 수천명의 사람들이 제대로 보호도지 않았으나 그들이 흑인들이었기 때문보다 그들이 가난했기 때문이었다는 것이라고 말하였다.
2006년 1월 5일 그는 부시 행정부 공무원들과 미국의 외교 정책을 논의하는 데 전직 국방·국무장관들의 백악관 회의에 참석하였다. 9월 파월은 억류자들을 위한 더욱 많은 권리들을 지지하는 더욱 온건적인 공화당 상원들과 편을 들어 부시 대통령의 테러리즘 법안을 반대하였다. 그는 미래의 전쟁들에서 미국 군사와 정보 요원들이 테러리즘을 싸우는 이름에 미국에 의하여 2006년 저지른 학대로 고통을 받을 것이라는 그들의 진술에 상원들 존 매케인, 존 베이너와 린지 그레이엄을 후원하였다. 파월은 "세계는 테러리즘에 미국의 싸움의 도덕적 근거를 의심하기 시작하고 있다."고 진술하였다.
또한 2006년에 파월은 뉴욕 시장 루돌프 줄리아니와 더불어 〈Get Motivated〉로 불리는 동기 부여 이벤트의 일련에 연설자로 나오기 시작하였다. 순회를 위한 자신의 연설들에서 그는 개방적으로 다수의 문제들에 부시 행정부를 비판하였다. 파월은 "많은 노력 없이 빨리 부자가 되어 기분이 좋아진다."로 불려온 이벤트와 함께 자신의 역할로 순한 비판의 수용자로 지내왔다.
더욱 최근에 그는 스티브 케이스의 새로운 회사 "Revolution Health"의 이사회에 가입하였다 파월은 또한 외교 관계 이사회에 근무하기도 하였다.
최근에 파월은 미래에 그들의 이점으로 새로운 기술을 지속적으로 이용하는 데 젊은이들을 격려하였다. 전략·국제적 전공 센터에서 젊은 전문인들의 방으로 연설에서 그는 "그것은 당신들의 세대이다... 유선 디지털 세대이자 정보 혁명의 권력과 어떻게 그것이 세계를 변화시키는 것을 이해하는 세대이다. 당신들이 대표하고 나누고, 토론하고, 결정하고 서로 연결하는 데 당신들이 함께 오는 세대이다."라고 말하였다. 이 이벤트에서 그는 다가오는 행정부를 위하여 정책 추천들을 마련하는 데 온라인 토론을 이용하는 다가오는 넥스트 아메리카 프로젝트에 정치적으로 자신들을 연루시키는 데 다음 세대를 격려하였다.
2008년 파월은 위험에 처한 청소년을 위하여 자원 봉사 선도자들을 모집하는 데 1월바다 열리는 캠페인으로 전국 선도자의 한달을 위한 연설자로 지냈다.
버락 오바마의 2008년 미국 대통령 선거가 있던 곧 후에 파월은 가능한 내각 일원으로서 언급되기 시작하였다. 그는 지명되지 않았다.

### 사망
콜린 파월은 2021년 10월 18일 월터리드 국립 군의료센터에서 다발성 골수종 치료를 받던 중 코로나19 합병증으로 사망했다. 그는 코로나19 백신을 맞았으나, 암에 의해 면역계가 손상된 상태였다.

## 정치적 견해들
온건적인 공화당원인 파월은 자유적 혹은 중앙적 원인들을 지지하는 데 자신의 의지로 잘 알려졌다. 그는 낙태에 관한 지지자이며 "도리가 있는" 총의 통제의 호의에 있다. 파월은 자신의 자서전에서 그는 인종적 문제 때문에 자격이 없는 사람들에게 다리를 주지 않고 경기장을 평준화하는 적극적 우대조치를 자신이 지지한다고 진술하였다. 그는 또한 군사의 "의문하지 말고 정책을 말하지 말라"는 이행에 주요 수단이기도 하였다.
베트남 전쟁은 군사력의 적절한 사용에 관한 파월의 견해들에 심오한 효과를 가졌다. 이 견해들은 그의 자서전 〈나의 미국 여행〉에서 세부 내용에 묘사되었다. 알려지게 된 견해들로서 파월 독트린은 걸프 전쟁 (이라크에서 첫 미국의 전쟁)과 미국의 아프가니스탄 침공 (911 테러 사건에 이어진 아프가니스탄에서 탈리반 정권을 타도)에서 미국의 정책의 중앙 구성 요소였다. 둘다의 작전들의 특징은 강한 국제적 협력이자 압도적인 군사력의 이용이었다.
존 매케인 상원에게 보낸 편지에서 파월 장군은 적군 전투원들로서 전적으로 그리고 최근에 분류된 자들을 위하여 부시 대통령의 군사 재판소 요구에 반대를 표현하였다. 구체적으로 특별히 그는 "제네바 회의의 제3조항의 해석을 수정하는" 데 부시의 계획에 관한 의심을 표현하였다. 그는 또한 테러와의 전쟁의 지각은 "세계가 테러리즘에 우리의 싸움의 도덕적 근거를 의심하기 시작하고 있다."고 말한 도덕적 지지를 잃을 것이라고 지적하기도 하였다.

### 이라크에서 미국의 전쟁에 관한 견해
2007년 7월 인터뷰에서 파월은 이라크를 침입하지 않도록 조지 W. 부시를 설득시키는 데 시도하는 2시간 반을 보냈으나 우세하지 않은 것을 드러냈다. 콜로라도주에서 열린 애스펜 아이디어스 축제에서 파월은 "난 이 전쟁을 피하려고 했다. 난 아랍 국가로 들어가 영유자들이 되는 결과를 통하여 부시를 데려갔다."고 진술하였다.
파월은 이라크가 내전의 상태에 있었다고 자신이 믿은 것을 말하러 갔다. "내전은 최후적으로 무기들의 시험에 의하여 시험될 것이다 그것은 보기에 예쁘지 않을 것이나 난 그것을 피하는 데 아무 방향을 모른다. 그것이 이제 일어나고 있다." 그는 더욱 나가서 "그것은 미국의 군대에 의하여 내려 놓아지거나 해결될 수 있는 내전이 아니다."고 주목하였고, 전체의 미국 군사가 할 수 있었던 것은 "끓고 있는 종파주의자 스튜의 이 남비에 더욱 무거운 뚜껑"을 놓는 것이었다고 암시하였다.

### 2008년 대선에서 역할
파월은 2007년 여름과 2008년 초순에 존 매케인의 대선 운동으로 최대 금액을 기부하였고, 2008년 미국 대통령 선거가 열린 동안 공화당 후보 매케인을 위한 가능한 러닝메이크로서 명단에 그이 이름이 놓였다. 하지만 10월 19일 파월은 미트 더 프레스 인터뷰가 있던 동안 오바마의 자신의 지지르 공고하여 그의 스타일과 본질에 추가로 "그의 대선 운동의 포용성, 전국적으로 연락, 그가 누구인지와 그의 수사 능력 때문에 영감을 주는 그의 능력"을 인용하였다. 그는 추가적으로 오바마를 "변형적 인물"로서 언급하였다.
파월은 더욱 나가서 부통령 후보로서 세라 페일린을 임명하는 매케인 상원의 심판을 의문하여 그녀가 감탄한 사실에 불구하고 "이제 우리는 어떤 7주 동안 그녀를 보는 데 기회를 가지고 있고, 직업이 부통령인 그녀가 미국에서 대통령이 되는 데 준비된 것을 난 믿지 않는다."고 진술하였다. 그는 부통령을 위하여 어떻게 그가 오바마의 선택으로 조 바이든이 대통령이 되는 데 준비되었다고 자신이 생각했나를 지적하였다. 그는 또한 자신이 "오바마가 무슬림이었다는 잘못된 암시"에 의하여 "고민"했다는 것을 추가하였다. 파월은 "오바마는 기독교인이다 - 그는 항상 기독교 신자로 지내왔다."고 진술하였고 "그러나 만약 그가 그렇다면 정말 정답은 무엇인가? 이 국가에서 무슬림으로서 함께 잘못된 것이 있나? 응답은 아니고, 그것은 미국이 아니다"라고 간주하였다. 그러고나서 파월은 이라크 전쟁에 복무하고 전사한 미국 육군의 무슬림 군인 카림 라새드 술탄 칸을 언급하였다. 그는 후에 "마지막 7주 동안 공화당의 접근은 더욱 좁고 좁아졌다 ... 난 대선 운동으로 일종의 이 접근들을 보고 그것들은 날 고민시켰다."고 진술하였다.

## 유산
자신의 장기적이며 저명한 경력을 통하여 주요 군사, 정부와 개인 직위들의 다수에 지낸 곁으로 파월은 또한 첫 아프리카계 미국인 국무장관은 물론 합동참모총장을 지내는 데 첫 아프리카계 미국인이었다. 그러나 이 권력적인 직위들의 위로 파월은 또한 성실한 남자, 믿을 수 있는 남자로서 동등하게 강한 명성을 가지기도 하였다.

### 표창
파월의 시민상들은 2개의 대통령 자유 훈장, 대통령 시민 메달, 의회 금메달, 국무장관 수훈 메달, 에너지부 수훈 메달과 로널드 레이건 자유상을 포함한다. 몇몇의 학교와 다른 학회들은 그의 명예에 이름을 따왔고 그는 전국적으로 대학들로부터 명예 학위들을 보유하고 있다.
1991년 파월은 "역경에 불구하고 성공하고, 고등 교육을 통하여 자신들의 꿈을 추구하는 데 젊은이들을 격려하는 미국 사회에서 뛰어난 개인 업적을 영예"하는 호레이쇼 올저 저명한 미국인 협회로 헌액되었다. 1993년 11월 9일 파월은 레이건 대통령에 의하여 두번째 로널드 레이건 자유상을 수상하였다. 파월은 1987년~1989년 레이건의 국가안보보좌관을 지냈다. 1993년 11월 15일 파월은 영국의 엘리자베스 2세 여왕에 의하여 바스 훈장의 명예 기사 작위가 만들어졌다.
1998년 그는 "임무, 영예, 국가"의 이상에 대한 헌신으로 미국 육군사관학교에 의하여 권위있는 실배너스 세이어 상이 수여되었다. 2005년 파월 부부는 스미소니언 연구소의 학자들을 위한 우드로 윌슨 국제 센터에 의하여 공공 서비스로 우드로 윌슨 상을 수상하였다.

## 역대 선거 결과
| 선거명      | 직책명        | 대수 | 정당   | 득표율 | 득표수 (선거인단) | 결과 | 당락 |
| ----------- | ------------- | ---- | ------ | ------ | ----------------- | ---- | ---- |
| 2016년 선거 | 미국의 대통령 | 46대 | 무소속 | 0%     | 0표 (3명)         | 3위  | 낙선 |

## 같이 보기
- 미국 합동참모본부